# نام ترکیه
نام انگلیسی ترکیه Turkiye که امروزه به جمهوری ترکیه اعمال می‌شود، از لحاظ تاریخی (از طریق Turquie در فرانسوی باستان) از ترکی لاتین قرون وسطی، Turchia, Turquia گرفته شده‌است. این نام نخستین بار در انگلیسی میانی با عنوان‌های (Turkye , Torke، بعداً Turkie , Turky) به گواهی جفری چاوسر ثبت شده‌است.

## نام‌شناسی
نام انگلیسی ترکیه (از قرون وسطی لاتین Turchia / Turquia) به معنای «سرزمین ترک» است. استفاده اولیه انگلیسی میانه از Turkye در اثری از چاوسر به نام کتاب دوشس (حدود ۱۳۶۹) گواهی شده‌است.
عبارت Land of Torke در اسرار دیگبای قرن ۱۵ام استفاده شده‌است. کاربردهای بعدی این نام را می‌توان در اشعار Dunbar , Manipulus Vocabulorum قرن شانزدهم به صورت ("Turkie , Tartaria") و Sylva Sylvarum اثر فرانسیس بیکن به صورت (Turky) یافت. قدمت هجی مدرن "ترکیه" حداقل به سال ۱۷۱۹ برمی گردد.
نام ترکی Türkiye تحت تأثیر کاربرد اروپایی آن در سال ۱۹۲۳ به تصویب کشوری رسید.

### نام رسمی
ترکیه با اعلام جمهوری در تاریخ ۲۹ اکتبر ۱۹۲۳ نام رسمی خود را به Türkiye Cumhuriyeti که در انگلیسی با نام جمهوری ترکیه شناخته می‌شود، ثبت کرد.
در سال ۲۰۲۲، مقامات ترکیه تصمیم گرفتند وجهه بین‌المللی کشور خود را تغییر دهند. رجب طیب اردوغان رئیس‌جمهور ترکیه با صدور بیانیه ای نام این کشور را در سطح بین‌المللی از «Turkey» به Türkiye تغییر داد. پیش از این اداره ارتباطات ترکیه کارزاری را برای اعلام تصمیم کشور به منظور استفاده از نام "Turkiye" به جای"Turkey" در عرصه بین‌المللی به راه انداخت که راهی به سوی تغییر نام این کشور محسوب می‌شود. در زبان انگلیسی واژه "turkey" که با "t" کوچک نوشته شود به معنی "بوقلمون" است.